# 325588 Bridzius
325588 Bridzius este o planetă minoră (asteroid) din centura de asteroizi. A fost descoperită pe 19 septembrie 2009 la Molėtai⁠(d) de Kazimieras Černis⁠(d). 
Obiectul prezintă o orbită caracterizată de o semiaxă mare de 3,1598530843796 UAi, o excentricitate de 0,14, o înclinație de 5,9 ° în raport cu ecliptica.